# Premo enakomerno pospešeno gibanje
Prémo enakomérno pospešêno gíbanje je poseben primer enakomerno pospešenega gibanja, pri katerem se telo giblje po premici. Zgleda premega enakomerno pospešenega gibanja sta navpični met in prosti pad.
Hitrost telesa v(t) s časom (t) narašča (telo pospešuje) ali pojema:
{\displaystyle v(t)=v_{0}+a\cdot t}
Tu je:
- v0 - začetna hitrost
- a - pospešek
- t - čas